# Butch Otter
Clement Leroy Otter, detto Butch (Caldwell, 3 maggio 1942), è un politico statunitense, governatore dell'Idaho dal 2007 al 2019.